# Oblast d'Omsk
Ne doit pas être confondu avec Oblast de Tomsk.
L'oblast d'Omsk (en russe : О́мская о́бласть, Omskaïa oblast), est un sujet en Sibérie méridionale de la fédération de Russie, dont la capitale est la ville d'Omsk. Rosstat lui attribue le code 52, et son code d'immatriculation est 55. La seule langue officielle est le russe, mis à part dans le raïon national d'Azovo où l'allemand l'est aussi.
Situé dans la plaine de Sibérie occidentale, l'oblast est irrigué par l'Irtych, le plus grand affluent de l'Ob. Les premières traces de peuplement remontent à plus 100 000 ans, et l'homme d'Oust-Ichim, d'il y a 45 000 ans, est l'un des premiers hommes découverts de Sibérie. Plusieurs cultures préhistoriques se succèdent, laissant des kourganes à travers le territoire. Vers l'an 1000, différents peuples mongols s'installent sur le territoire, en particulier Empire mongol, la Horde d'or et le Khanat de Sibir'. La conquête de la Sibérie commence dans la région avec la fondation de Tara en 1594. Les Russes luttent contre l'influence des Dzoungars, et fortifient la région pour la garder. Omsk est fondée en 1716, et devient au siècle suivant un des principaux lieux d'exil de Sibérie, ainsi que le quartier général de l'armée cosaque de Sibérie. Le gouvernement d'Omsk de la période impériale est dissous en 1925, l'oblast d'Omsk apparaît en 1934, et gagne ses frontières modernes en 1944. La région est industrialisée sous la période soviétique.
Peuplé de 1 832 064 habitants en 2023, il est le 27e sujet de Russie le plus peuplé. L'économie est principalement tournée vers les industries, en particulier l'agroalimentaire, vers l'agriculture, la pétrochimie et la construction entre autres. La steppe de Baraba en particulier, partagée avec l'oblast de Novossibirsk, est la plus grande zone agricole de Sibérie occidentale. Il possède par ailleurs près d'une trentaine d'aires protégées sur son territoire, dont le marais de Vassiougan.

## Géographie

### Situation
L'oblast d'Omsk  est un des 89 sujets de la fédération de Russie, situé en Sibérie, et dépendant ainsi du district fédéral sibérien. Son territoire s'étend du sud au nord sur près de 600 km et sur plus de 300 km d'ouest en est. La région occupe une superficie de 141 140 km2. Son territoire est limitrophe, à l'ouest, de l'oblast de Tioumen; au nord, de l'oblast de Tomsk; à l'est, de l'oblast de Novossibirsk; et au sud, du Kazakhstan. La longueur totale des frontières est de plus de 2 800 km, dont environ 1 000 km qui constituent une partie de la frontière nationale avec le Kazakhstan.

L'oblast se situe dans le sud de la plaine de Sibérie occidentale, et est irrigué par l'Irtych, grand affluent de l'Ob. L'ensemble de l'oblast d'Omsk se trouve dans l'heure d'Omsk (MSK+3). Par rapport à l'heure de Moscou, le fuseau horaire présente un décalage constant de +3 heures. Le décalage par rapport au temps universel coordonné est de +06.00. 

Paysages de l'oblast :
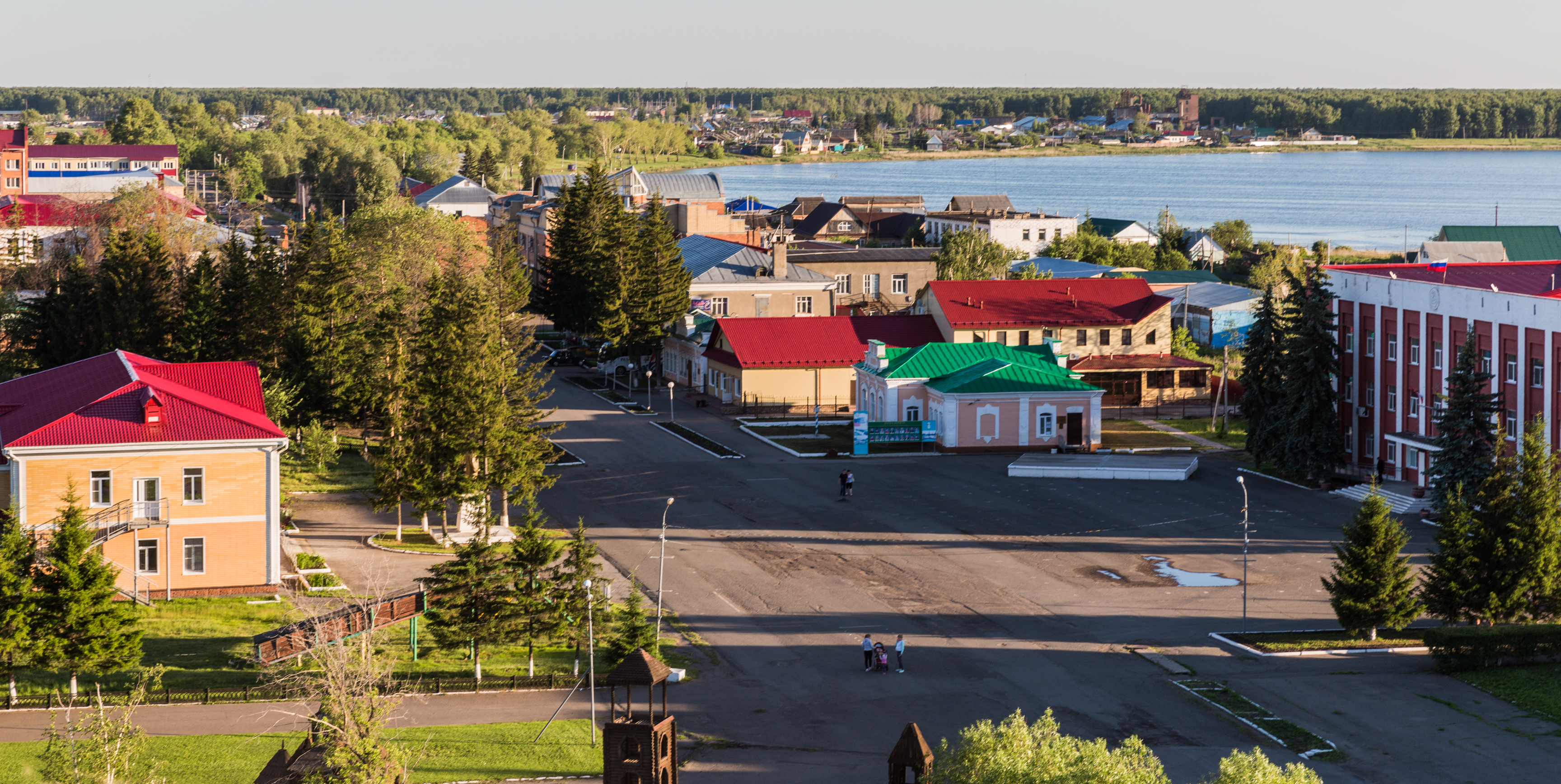
Tioukalinsk.
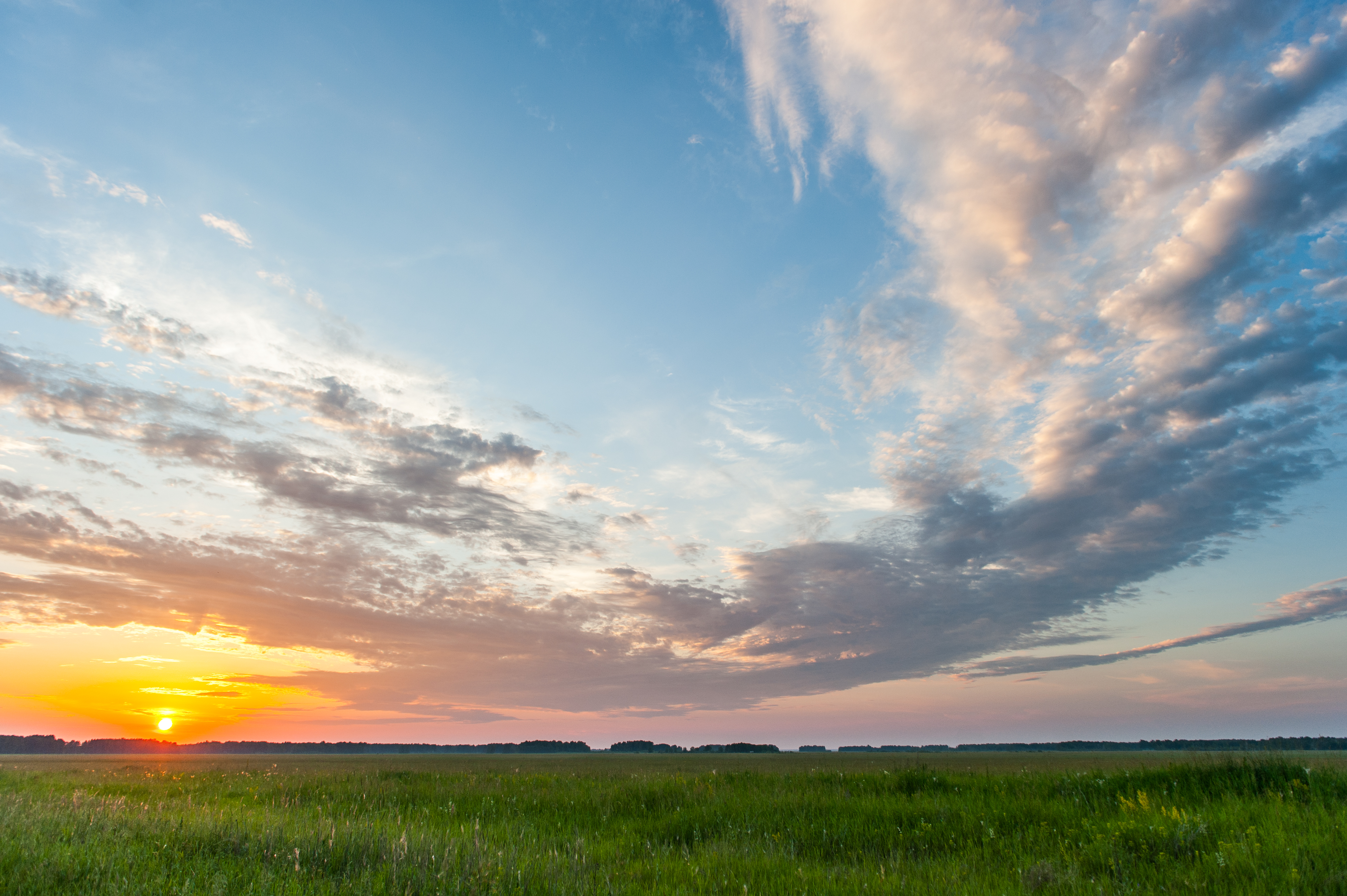
Champs près de Tchoumanovka.
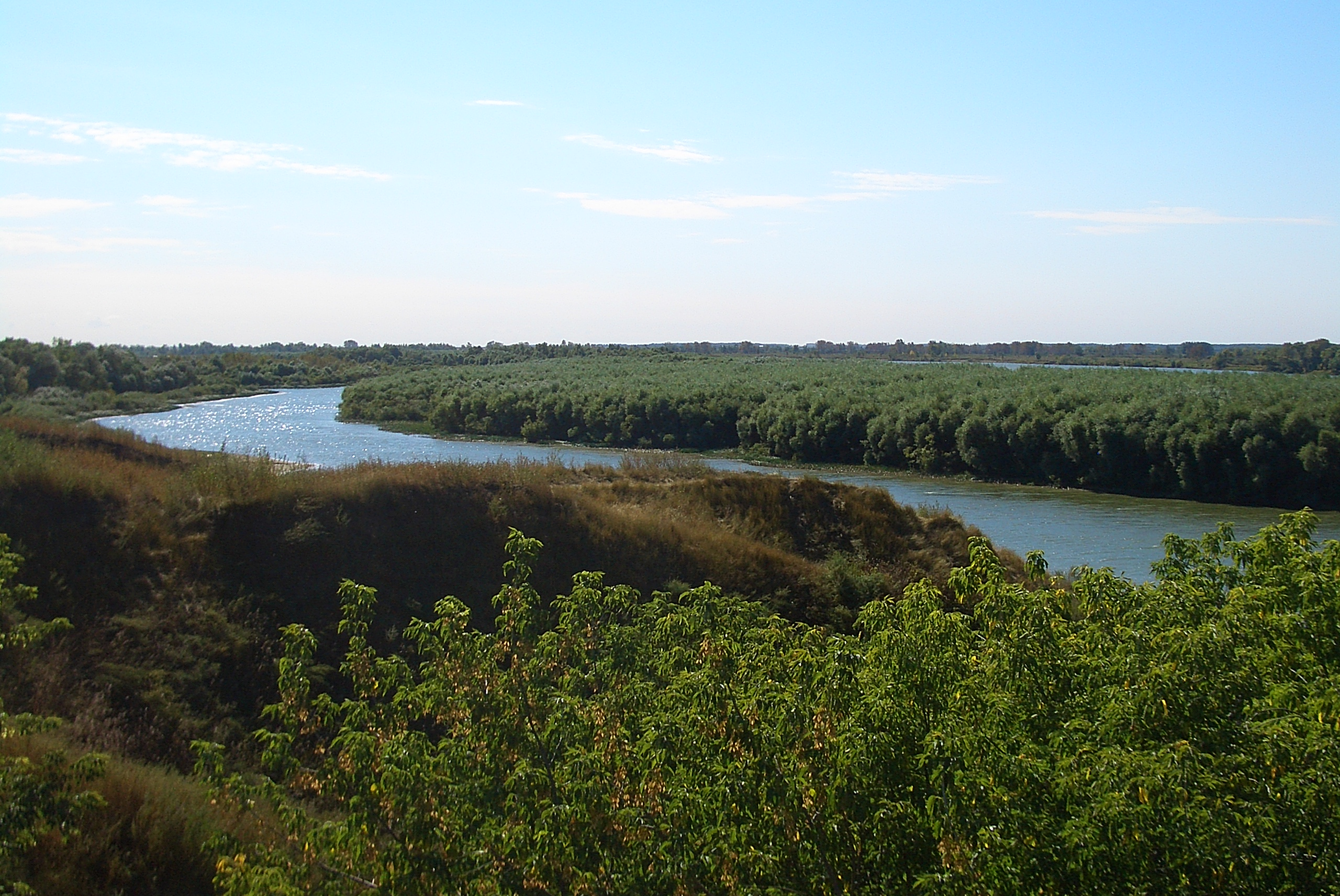
L'Irtych dans l'oblast.
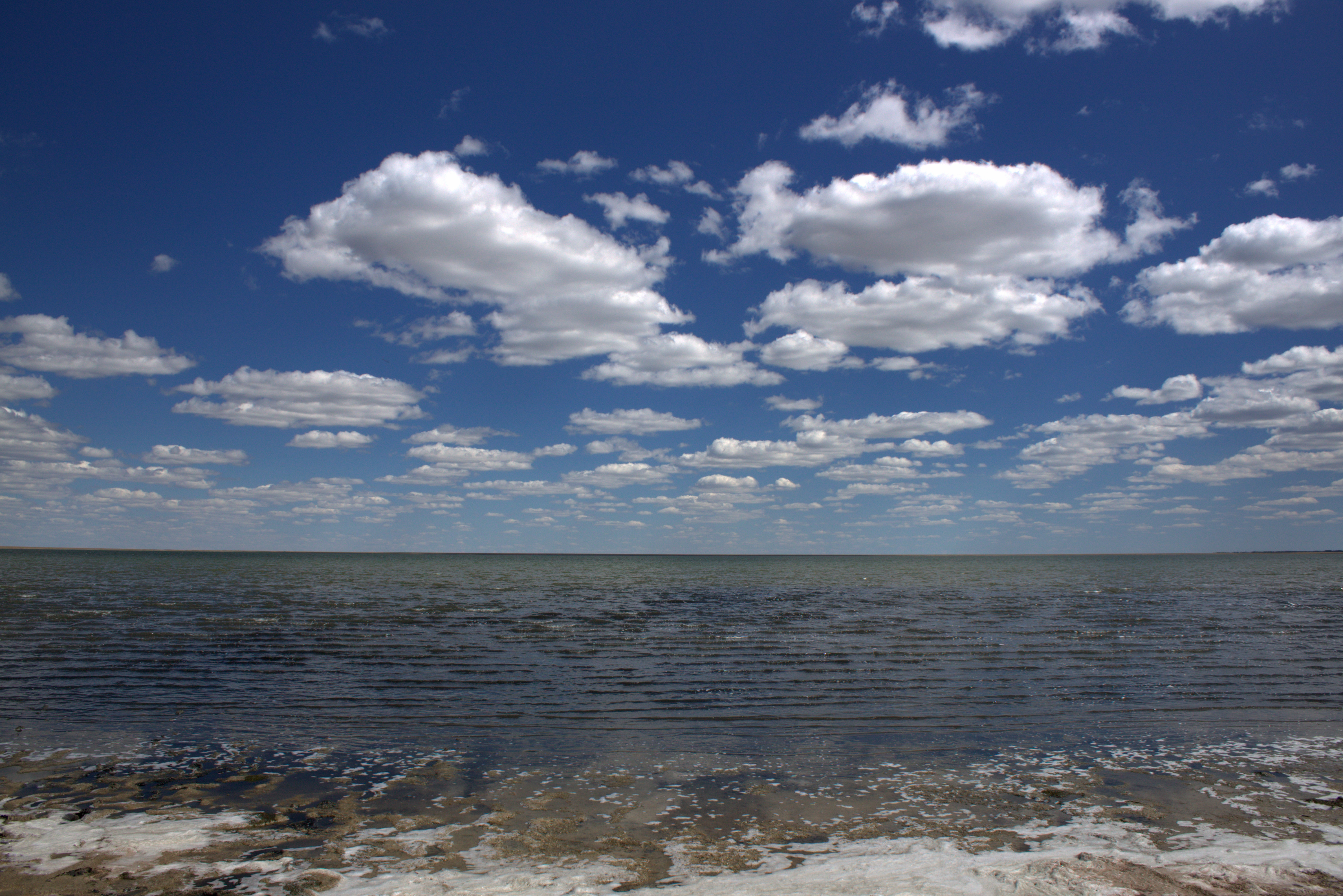
Lac Ouljaï.

### Hydrographie
Le territoire de l'oblast d'Omsk appartient au bassin de l'Irtych (bassin de l'Ob), mis à part pour quelques bassin endoréiques dans certaines zones de l'oblast. L'oblast compte 4 230 cours d'eau sur son territoire, dont seulement 11 cours d'eau qui mesurent plus de 100 km de long. Les principaux cours d'eau sont l'Irtych, qui est le plus grand affluent de l'Ob, traversant le territoire du sud au nord, mais aussi la rivière Om et la rivière Tara, deux affluents de rive droite de l'Irtych. L'Irtych comprend en autres affluents dans l'oblast l'Ouï, le Chich, l'Ichim et l'Ocha.

### Géologie
Au 1er janvier 2022, l'oblast comptabilise en gisements : 152 de sapropèle, 77 de terreau à brique, 68 de tourbe, 51 de sable de construction, 4 gisements de pétrole, 2 de titane et zirconium, 1 de condensat de gaz, 1 de bentonites, 1 de sels minéraux, 1 de boue thérapeutique et 1 de marne entre autres. Au 1er janvier 2009, date de la dernière estimation, il y avait 732 millions de tonnes d'hydrocarbures sous l'oblast.

## Urbanisme

### Voies de communication et transports

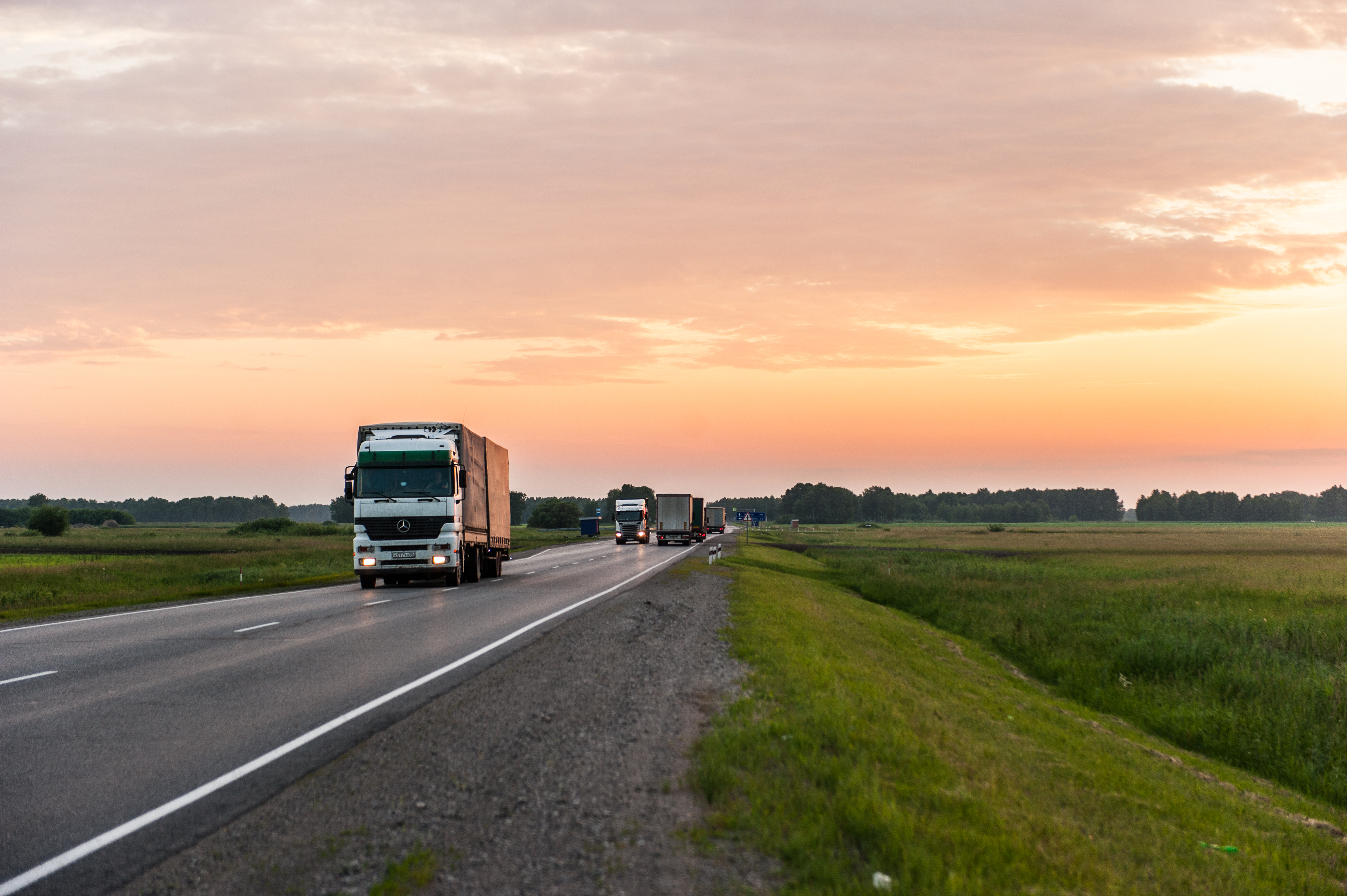
Route fédérale R402 à Tchoumanovka.

Fin 2022, selon Rosstat, la longueur totale des voies publiques dans l'oblast d'Omsk est de 24 050,4 km, dont 730,0 km de routes d'importance fédérales, 10 162,0 km de routes d'importance régionale et 13 158,5 km de routes d'importance locale. La longueur des routes à revêtement dur est de 14 079,2 km (58,5 % du total), tandis que la densité des voies publiques est de 100 km / 10 000 km2 dans l'oblast.
Fin 2022, selon Rosstat, l'oblast d'Omsk compte 735,5 km de voies ferrées, et la densité du réseau ferré est de 52 km / 10 000 km2.

### Répartition des terres
La répartion des terres selon le rapport d'État « Sur l'état et la protection de l'environnement de la fédération de Russie en 2022 » du ministère des ressources naturelles et de l'environnement russe est, selon les catégories du code foncier russe, la suivante:
| Répartition                                   | 2022 (km2) | 2022 (%) |
| --------------------------------------------- | ---------- | -------- |
| Terres agricoles                              | 76 005     | 53,9     |
| Terres des localités                          | 2 460      | 1,7      |
| Terres d'industrie et autres fins spéciales   | 543        | 0,39     |
| Terres des territoires et des objets protégés | 18         | 0,01     |
| Terres du fonds forestier                     | 59 371     | 42,1     |
| Terres du fonds aquatique                     | 1 444      | 1,0      |
| Terres de réserve                             | 1 299      | 0,9      |
| Total                                         | 141 140    | 100      |

## Histoire

### Préhistoire

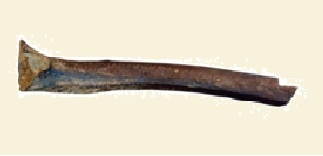
Fémur de l'homme d'Oust-Ichim.

Les découvertes archéologiques indiquent que la plaine de Sibérie occidentale dans laquelle se trouve le territoire actuel de l'oblast est habitée depuis 100 000 à 120 000 ans. Ces peuples venaient de l'Altaï, du Kazakhstan et d'Asie centrale. L'Homme de Ust-Ishim, daté de 45 000 ans, est l'un des premiers Hommes modernes connus en Sibérie, retrouvé dans l'oblast. Le paléolithique est représenté dans la région par le site de Tchernoozerié, dans le raïon de Sargat, qui remonte à 10 800 à 12 000 ans. Au mésolithique, les populations se sédentarisent, et de nouveaux outils apparaissent pour chasser les animaux rapides comme le cerf et le wapiti. Par ailleurs, une nouvelle vague de colonisation vient de l'Oural, du Kazakhstan et de l'Ouest de la plaine de Sibérie. Parmi les monuments de la période se trouve celui de Tchernoozerié VIa.
Sous la période néolithique, les peuples de Sibérie et de l'oblast avaient appris à fabriquer de la céramique, de la faïence, et la gamme alimentaire s'est considérablement élargie, avec la possibilité de faire bouillir les aliments. Grâce à l'apparition de ciseaux, il est devenu possible de faire des bateaux. Dans l'oblast, on retrouve les sites d'Ekaterininskaïa dans le raïon de Tara et le site de Taryn dans le raïon de Bolcherechié.
Pendant l'âge du Bronze, l'économie est marquée par l'essor de l'agriculture et de l'élevage, particulièrement bovin. Parmi les sites se trouvent le cimetière d'Okounevski sur la rive de la rivière Tara et celui de Rostovka, près de la ville d'Omsk. Lors de l'âge du fer, le rituel de l'inhumation dans des kourganes s'est répandu dans la région de l'Irtych. Ils se trouvent à Kokonovki ou à Bogdanovki. Bolchoï Log dans la ville est un site important de la culture de Koulaï de l'âge du fer.

### Antiquité
Aux IIIe – IVe siècles, une partie des tribus pastorales de la Sibérie occidentale se sont avancées vers les steppes boisées du nord, particulièrement les protos-Khantys. Les anciens Khantys ont laissé leurs traces à Bolchoï Log (ville d'Omsk), à Okounevski dans le raïon de Mouromtsevo, à Mourlinskoïe avec leurs tumulus (raïon de Tara), etc. Ils pratiquaient la métallurgie et la fabrication d'armes.

### Sous les jougs turco-mongols
À la fin du Ier millénaire et au début du IIe millénaire, des tribus nomades parlant des langues turques ont pénétré dans les régions de steppe et de steppe boisée  de la région du Moyen Irtych, où se trouve l'oblast d'Omsk. Ils ont laissé des sites comme les tumulus de Krasnooziork dans le raïon de Tara, avec des sépultures. Divers États turcs ont ainsi dominé la région tout au long de l'époque médiévale. Les plus notables d'entre eux étaient le Khaganat turc occidental, l'Empire mongol, la Horde d'or et le Khanat de Sibir.
Sous la Horde d'Or au XIVe siècle, des villes fortifiées apparaissent sur la route commerciale longeant l'Irtych, le long de laquelle passaient des caravanes de l'Asie centrale à l'Oural et à la région de Volga. Après l'effondrement de la Horde, le Khanat de Sibir s'est formé sur le territoire, depuis l'Oural jusqu'à la steppe de Baraba du khanat de Sibir.

### Conquête de la Sibérie
L'histoire russe de l'oblast d'Omsk a commencé avec l'arrivée en 1584 d'une force cosaque sous le commandement de l'ataman Ermak Timofeïévitch, qui a vaincu les dirigeants locaux et établi le contrôle nominal russe de la région. Pour soutenir une nouvelle expansion, les tsars Fédor Ier et Boris Godounov ont lancé la construction de colonies fortifiées et d'avant-postes militaires dans le sud de la Sibérie afin de défendre leurs sujets contre les raids des tribus nomades et d'exercer leur autorité sur les populations locales, en particulier sur les Tatars de Sibérie qui paient un tribut. La première colonie russe permanente dans la région, la ville de Tara, a été fondée en 1594 et a rapidement commencé à jouer un rôle important dans le commerce des fourrures qui reliait la Russie à l'Asie centrale et à la Chine.

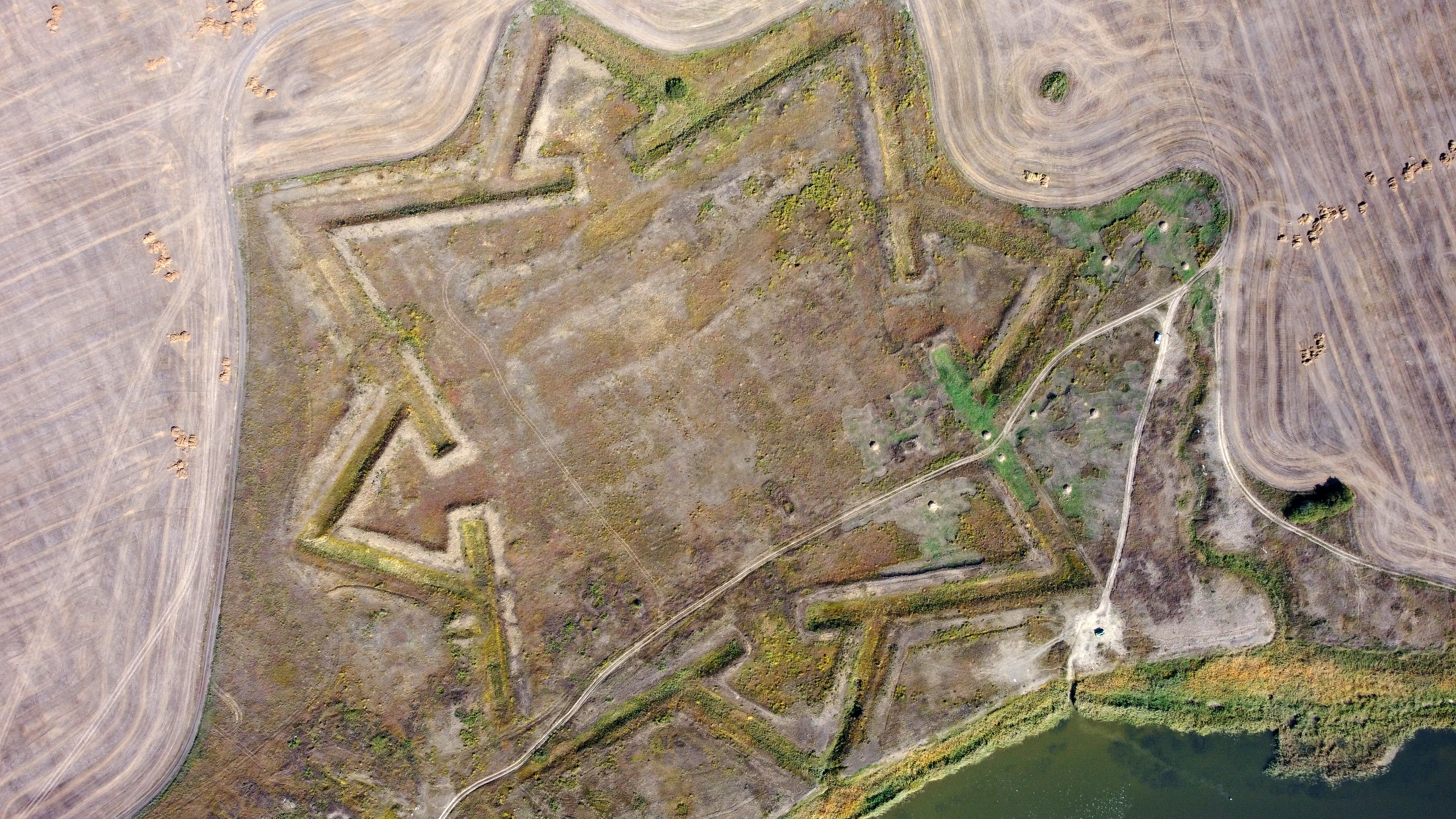
Restes de la forteresse de Pokrovka (1755).

Le développement des régions méridionales de la Sibérie a commencé au XVIIIe siècle, alors que la région était dominée par les Dzoungars, qui menaient des raids sur les forts russes. En 1716, une forteresse fut construite au confluent des rivières Om et Irtych sur ordre du sous-lieutenant Ivan Bougholtz. La forteresse constituerait le noyau du développement de la future ville d’Omsk. Elle comptait plus d'un millier d'habitants en 1742. Dans la seconde moitié du XVIIIe siècle, la forteresse d'Omsk était le plus grand bâtiment de toute sorte dans la partie orientale de la Russie.
Au fur et à mesure que les colonies russes continuaient de s'étendre à travers les bassins versants de l'Ienisseï, du Tobol et de l'Irtych au cours du XVIIIe siècle, le développement d'Omsk et de la région environnante s'est accentué. En 1764, lorsque les provinces sibériennes de la Russie furent organisées en deux gouvernorats avec des centres à Irkoutsk et Tobolsk, la ville de Tara et la forteresse d'Omsk furent attribuées au gouvernorat de Tobolosk. En 1780, sur ordre de Catherine la Grande, la forteresse fut transférée à l'oblast de Kolyvan. À cette époque, Omsk avait atteint la taille d'une petite ville, mais de 1797 à 1804, elle ne possédait pas son propre ouïezd.

### Empire russe
En 1804, les territoires entourant Omsk furent organisés en okroug d'Omsk. La ville a pris de l'importance lors de la réorganisation de la Sibérie en 1822. Omsk est devenue le centre administratif du gouvernorat général de la Sibérie orientale, s'élevant au-dessus de l'ancien centre de la Sibérie, TobolskKhanat de Sibir. Le nouveau gouvernorat était divisé en oblasts autour des villes d'Omsk, Petropavlovsk, Semipalatinsk et Oust-Kamenogrsk peuplées de colons russes et en okrugs peuplés de nomades kazakhs. Lors des réformes ultérieures, le nom de l'oblast a été changé à plusieurs reprises en oblast des Kirghizes de Sibérie (1854), oblast d'Akmolinsk (1868) et oblast d'Omsk (1917) avant de finalement revenir au gouvernorat d'Omsk en 1918. L'autorité de l'oblast a suivi une nouvelle expansion de l'empire vers l'Asie centrale et incluant des parties importantes du Kazakhstan actuel. Au XIXe siècle, Omsk, grâce à son solide système de forteresses frontalières, est devenue connue comme une destination de choix pour les exilés politiques et les prisonniers de la partie européenne de l'Empire russe. Décembristes, rebelles polonais, prisonniers de guerre français et militants politiques de tous bords se sont rendus en Sibérie. Parmi eux se trouvait Fiodor Dostoïevski, qui passa quatre ans (1850-1854) à la prison d'Omsk.

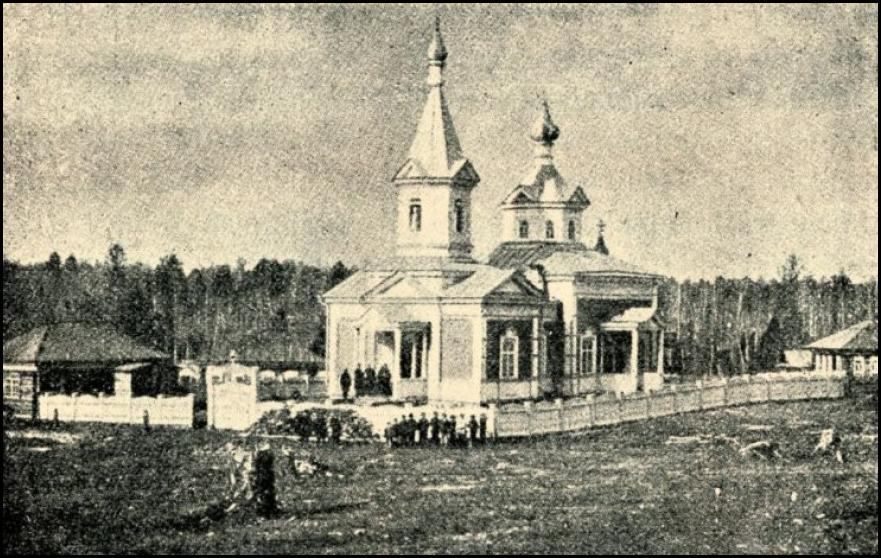
Une église à Ounarski au début du XXe siècle.

Le début du XIXe siècle voit également le développement de l'industrie dans la ville et dans le reste du bassin de l'Irtych. L'armée cosaque de Sibérie avait son quartier général à Omsk après 1808 et a contribué au développement de la ville. Les XVIIIe siècle et XIXe siècles ont également vu l'afflux d'un nombre important d'immigrants venus des régions russes, notamment de la Volga avec de nombreux Tatars du Khanat de Sibir.

### Années soviétiques
En 1925, le gouvernement d'Omsk fut dissous dans le kraï de Sibérie nouvellement formé et de nouveau réorganisé, cette fois en oblast sur ordre du Comité exécutif central panrusse du 7 décembre 1934. Certaines parties de l'oblast d'Ob-Irtych et du kraï de Sibérie occidentale comme ainsi que la partie sud de l'oblast de Tcheliabinsk ont été cédées à Omsk. En 1943, l'oblast de Kourgan, créé à partir de la partie occidentale de l' oblast de Tcheliabinsk, a également obtenu un certain nombre de territoires d'Omsk. En 1944, la partie nord de l'oblast d'Omsk ainsi que les districts précédemment transférés à Kourgan sont devenus l'oblast de Tioumen nouvellement créé qui comprenait les districts autonomes de Khantys-Mansis et de Iamalie.
Les années 1950 ont vu la création de l'industrie de transformation du pétrole, ainsi que le développement de diverses installations de haute technologie qui ont fini par définir l'économie de l'oblast pour le reste du siècleKhanat de Sibir.

### Ère post-soviétique.
Avec la dissolution de l'Union soviétique, l'industrie et l'agriculture sont rentrées en crise dans la régionKhanat de Sibir.

## Population et société

### Démographie
Au 1er janvier 2023, la population s'élève à 1 832 100 habitants, dont 482 900 habitants en milieu rural. La densité de population de l'oblast est de 13 hab./km2.
| 2002      | 2016      | 2021      | - | - |
| --------- | --------- | --------- | - | - |
| 2 079 220 | 1 978 466 | 1 858 798 | - | - |

| Année | Fécondité | Fécondité urbaine | Fécondité rurale |
| ----- | --------- | ----------------- | ---------------- |
| 1990  | 1,98      | 1,69              | 2,87             |
| 1991  | 1,87      | 1,57              | 2,79             |
| 1992  | 1,68      | 1,40              | 2,52             |
| 1993  | 1,49      | 1,22              | 2,25             |
| 1994  | 1,47      | 1,23              | 2,12             |
| 1995  | 1,42      | 1,19              | 2,02             |
| 1996  | 1,36      | 1,14              | 1,93             |
| 1997  | 1,25      | 1,06              | 1,74             |
| 1998  | 1,24      | 1,06              | 1,71             |
| 1999  | 1,10      | 0,94              | 1,50             |
| 2000  | 1,12      | 0,97              | 1,53             |
| 2001  | 1,11      | 0,98              | 1,46             |
| 2002  | 1,23      | 1,09              | 1,63             |
| 2003  | 1,34      | 1,20              | 1,76             |
| 2004  | 1,31      | 1,16              | 1,73             |
| 2005  | 1,27      | 1,13              | 1,66             |
| 2006  | 1,28      | 1,13              | 1,71             |
| 2007  | 1,43      | 1,25              | 1,93             |
| 2008  | 1,52      | 1,31              | 2,12             |
| 2009  | 1,56      | 1,35              | 2,17             |
| 2010  | 1,60      | 1,40              | 2,25             |
| 2011  | 1,66      | 1,45              | 2,39             |
| 2012  | 1,86      | 1,60              | 2,75             |
| 2013  | 1,87      | 1,61              | 2,78             |
| 2014  | 1,95      | 1,68              | 2,92             |
| 2015  | 1,91      | 1,72              | 2,58             |
| 2016  | 1,81      | 1,64              | 2,41             |
| 2017  | 1,61      | 1,45              | 2,16             |
| 2018  | 1,58      | 1,43              | 2,14             |
| 2019  | 1,48      | 1,34              | 1,97             |

## Principales villes
| Ville                  | Nom Russe      | habitants (1er Jan. 2005) |
| ---------------------- | -------------- | ------------------------- |
| Omsk                   | Омск           | 1 142 773                 |
| Tara                   | Тара           | 26 931                    |
| Issilkoul              | Исилькуль      | 26 414                    |
| Kalatchinsk            | Калачинск      | 23 901                    |
| Tavricheskoye (en)     | Таврическое    | 13 217                    |
| Nazyvaïevsk            | Называевск     | 12 786                    |
| Tioukalinsk            | Тюкалинск      | 12 142                    |
| Bolcheretche           | Большеречье    | 12 133                    |
| Tcherlak               | Черлак         | 12 021                    |
| Mouromtsevo            | Муромцево      | 11 016                    |
| Lioubinski (en)        | Любинский      | 10 653                    |
| Kormilovka (en)        | Кормиловка     | 10 256                    |
| Moskalenki (en)        | Москаленки     | 9 919                     |
| Sargatskoïe            | Саргатское     | 8 449                     |
| Marianovka             | Марьяновка     | 8 185                     |
| Kroutinka (en)         | Крутинка       | 7 841                     |
| Tevriz (en)            | Тевриз         | 7 317                     |
| Cherbakoul             | Шербакуль      | 7 237                     |
| Poltavka (ru)          | Полтавка       | 7 043                     |
| Novovarchavka          | Нововаршавка   | 6 506                     |
| Rousskaïa Poliana (en) | Русская Поляна | 6 403                     |
| Pavlogradka (en)       | Павлоградка    | 6 037                     |
| Gorkovskoïe (en)       | Горьковское    | 5 654                     |
| Okonechnikovo          | Оконешниково   | 5 543                     |
| Krasny Iar             | Красный Яр     | 5 393                     |
| Bolchegrivskoïe        | Большегривское | 3 831                     |
| Tchernoloutchinski     | Чернолучинский | 2 688                     |

## Politique et administration
Le pouvoir législatif est exercé par une Assemblée législative, composée de 44 députés, élus pour cinq ans.
L'exécutif est dirigé par le gouverneur, élu pour un mandat de cinq ans. Après la démission d'Alexandre Bourkov, le président Vladimir Poutine nomme Vitali Khotsenko comme gouverneur par intérim le 29 mars 2023.

## Environnement

### Faune et flore

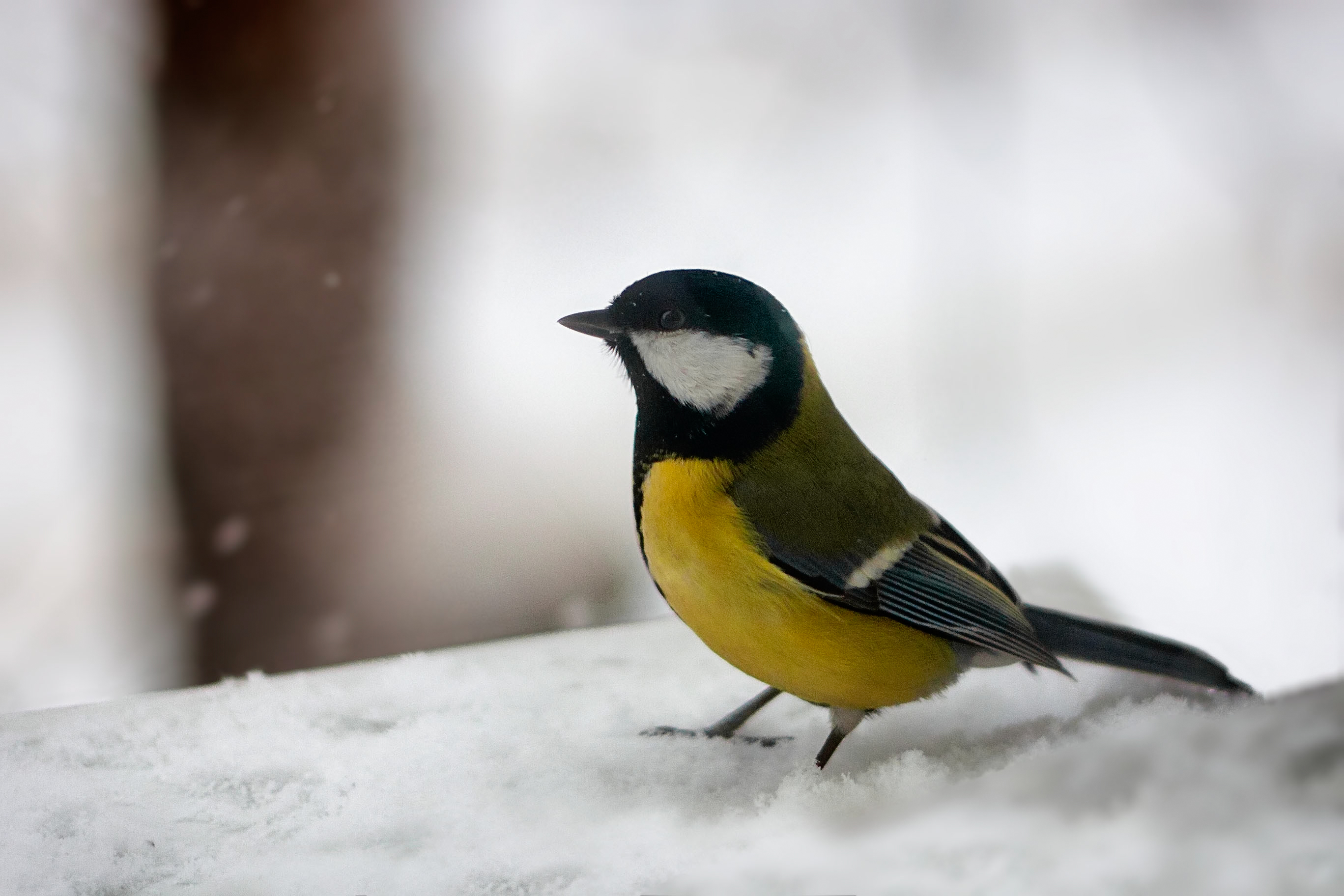
Parus major à Omsk.

La superficie totale des terres sur lesquelles se trouvent des forêts est en 2022 de 5 962 700 hectares. En 2021, l'oblast recense environ 1 300 espèces de plantes vasculaires, 43 espèces de bryophyte et 158 espèces d'autres mousses et 260 espèces de lichens.
L'oblast d'Omsk recense en 2021 environ 30 000 espèces, dont de nombreux invertébrés. Les principales espèces sont des insectes (criquets, coléoptères, diptères, hyménoptères, libellules, papillons). Environ un dixième de toutes les espèces invertébrés de l'oblast sont classées comme rare. En animaux vertébrés, l'oblast compte environ 300 espèces d'oiseaux, 11 reptiles et amphibibiens et 72 espèces de mammifères. Les mammifères sont répartis en 6 ordres et 17 familles, avec 11 espèces d'insectivores dans 3 familles, 1 famille de chauve-souris avec 6 espèces, 2 espèces de la famille des lagomorphes, 6 familles de rongeurs avec 32 espèces. De plus, il y a 4 familles de carnivores avec 7 espèces et 2 familles d'artiodactyles avec 4 espèces.

### Aires protégées
Fin 2022, la superficie des aires protégées d'importance régionale et locale s'élève à 915 784,6 hectares, tandis que la superficie des aires protégées d'importance fédérale s'élève à 0,004 mille hectares. Au 31 décembre 2021, la superficie protégée comprenait 6,5 % du territoire de l'oblast, dans 27 aires protégées.

### Pollution
Le volume total des émissions de polluants atmosphériques en 2022 s'élevait à 223 700 tonnes, soit une augmentation de 0,8 % par rapport à 2021. Les émissions du transport routier se sont élevées à 58 800 tonnes, soit 5,9 % de moins par rapport à 2021 et 2,8 fois moins par rapport au niveau de 2013. Les émissions des sources fixes se sont élevées à 164 500 tonnes, augmentant de 3,5 % par rapport aux indicateurs de 2021, mais diminuant de 23,0 % par rapport à 2013.

## Économie
En 2021, le produit intérieur brut de l'oblast s'élevait à 854,1 milliards de roubles, soit le 35e des 85 sujets russes, compris entre la république des Komis au-dessus et le kraï de l'Altaï en dessous. Le PIB par habitant était lui de 451 500 roubles,.

### Agriculture
La superficie ensemencée est la suivante :
| Superficies ensemencées : | Superficies ensemencées : | Superficies ensemencées : | Superficies ensemencées : | Superficies ensemencées : | Superficies ensemencées : |
| année                     | 1959                      | 1990                      | 2000                      | 2005                      | 2015                      |
| ------------------------- | ------------------------- | ------------------------- | ------------------------- | ------------------------- | ------------------------- |
| Mille ha                  | 3745                      | 2964.8                    | 3463.2                    | 2911.8                    | 3029.4                    |

## Culture locale et patrimoine
L'oblast d'Omsk possède 1 979 objets patrimoniaux culturels en 2023, dont 1 197 sites archéologiques. La ville d'Omsk concentre à elle seule un quart de ces objets, avec 423 objets patrimoniaux culturels, dont 11 sites archéologiques.

Patrimoine classé de l'oblast (sélection) :
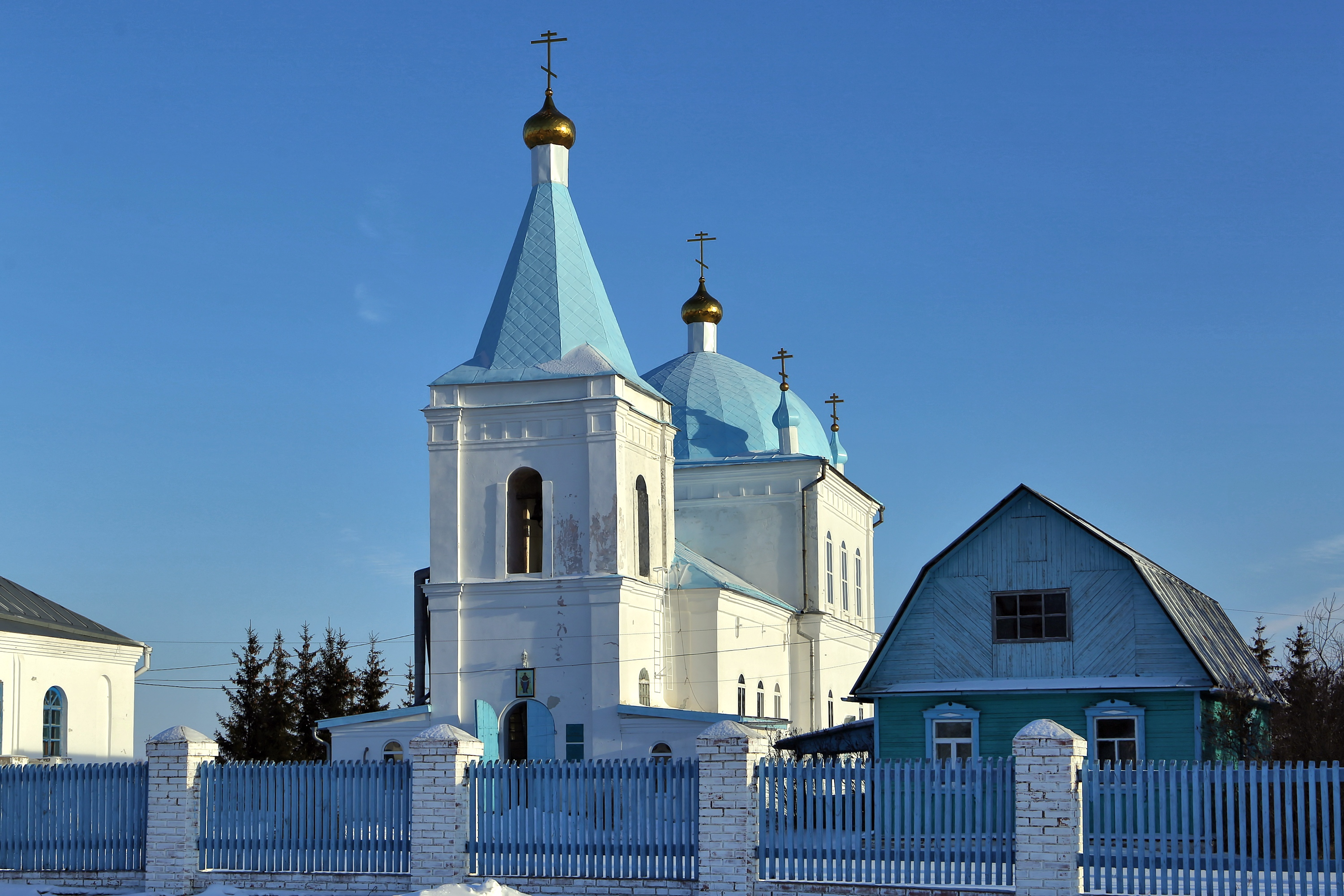
Église de l'Intercession de la Bienheureuse Vierge Marie de  Voskressenka.
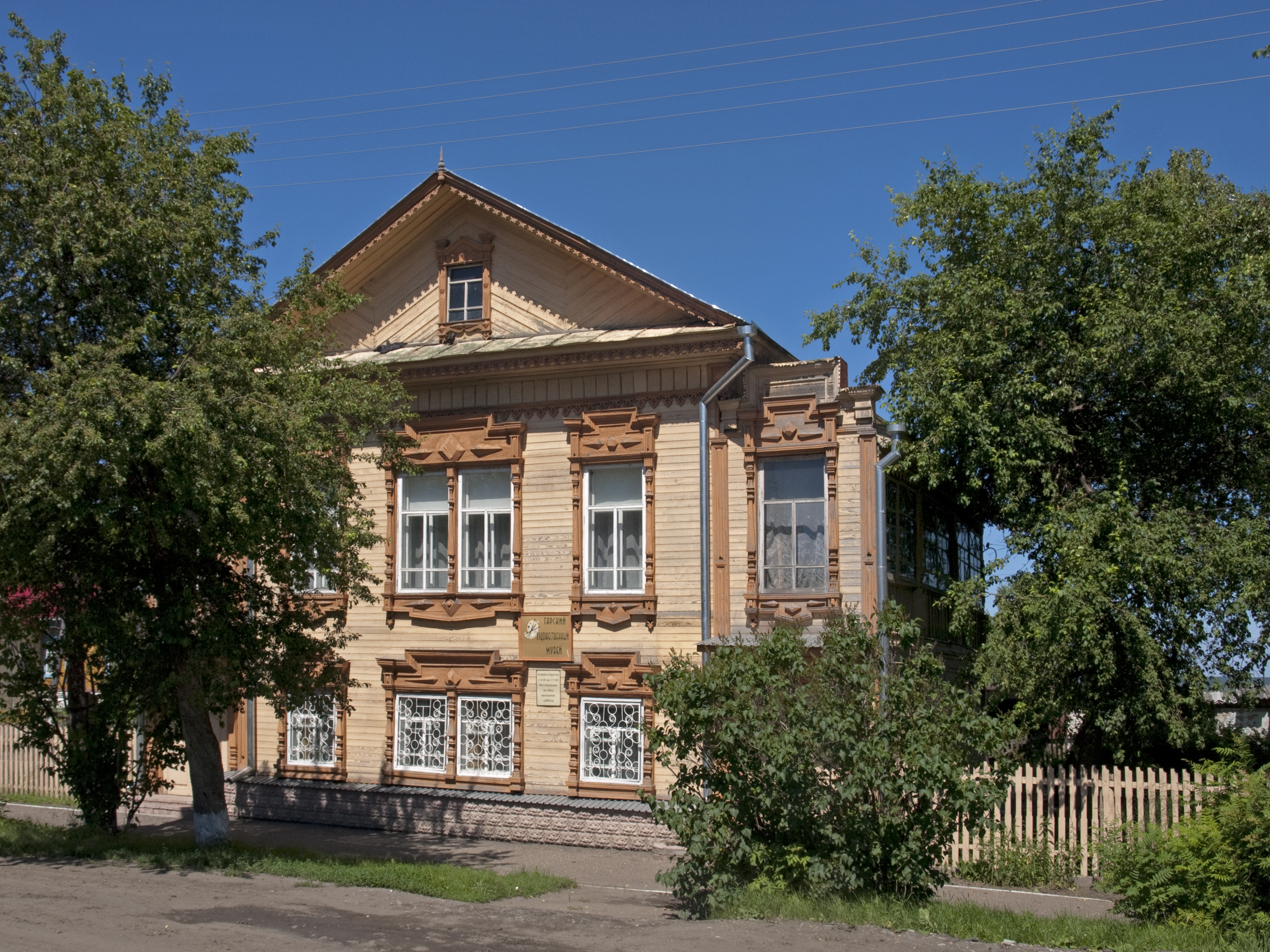
Maison Khomiakov à Tara.
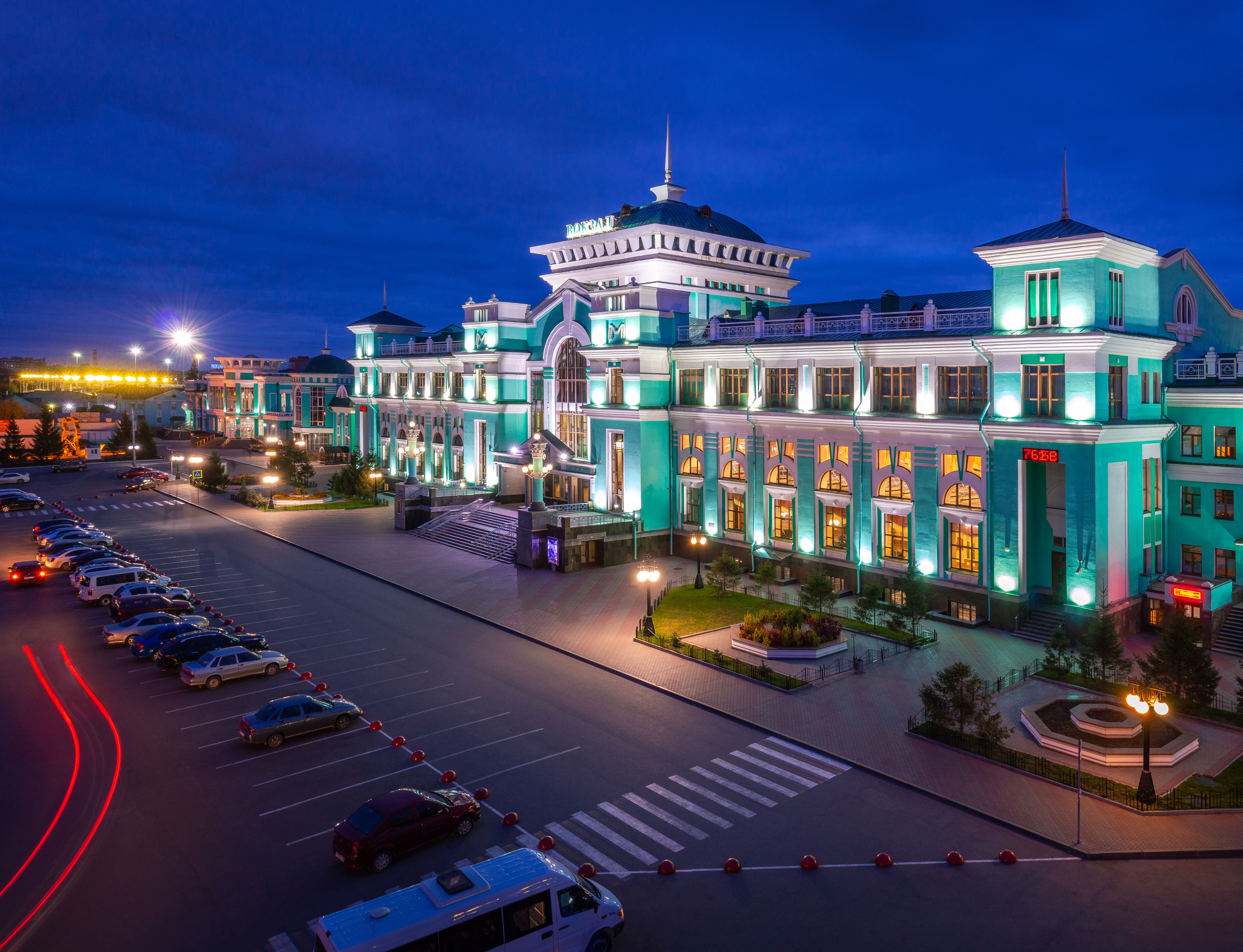
Gare d'Omsk-Passajirski.
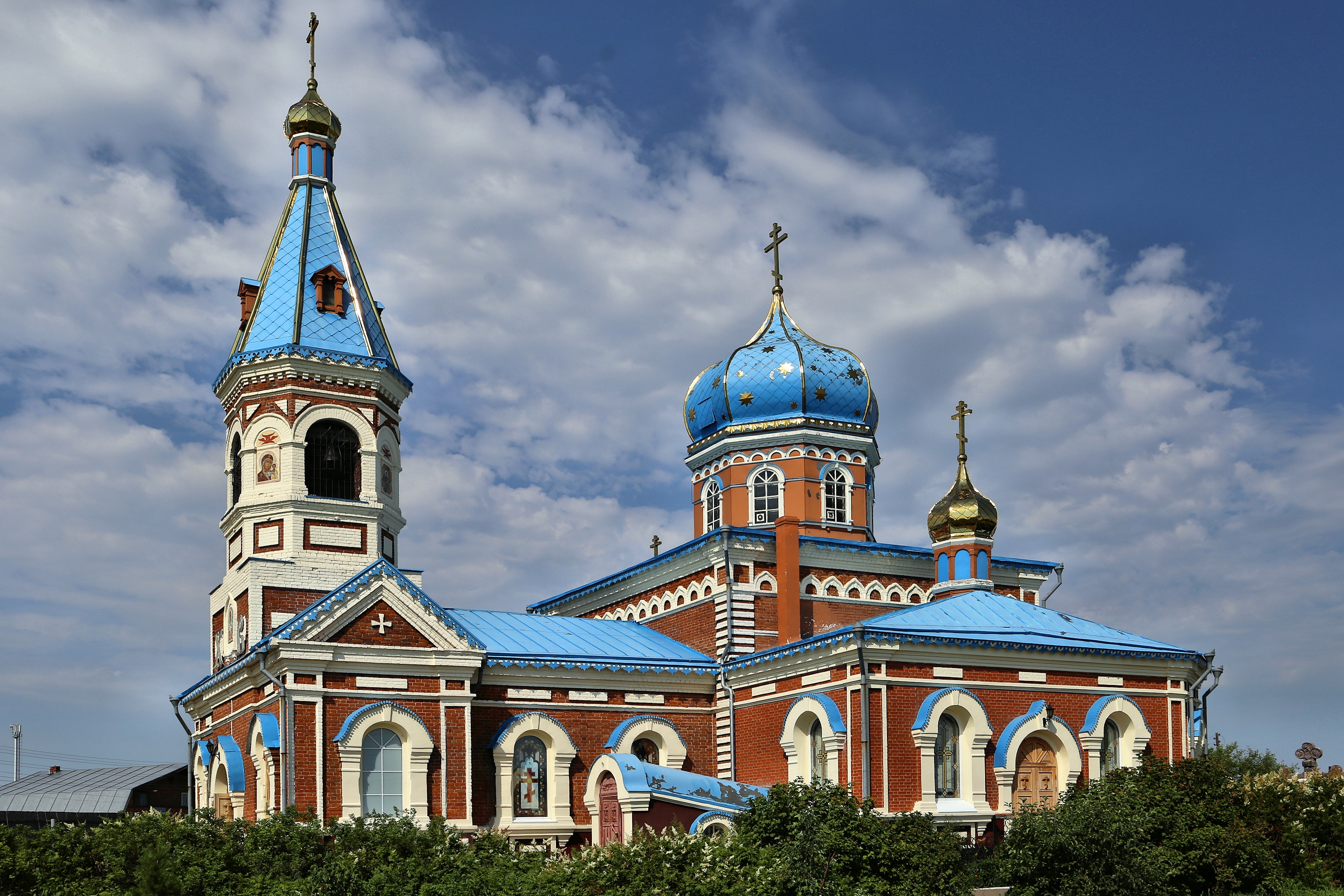
Église Saint-Nicolas-le-Thaumaturge de Bolchekoulatché.